# Ивановское (Суздальский район)
Ивановское — село в Суздальском районе Владимирской области России, входит в состав Селецкого сельского поселения.

## География
Село расположено к юго-западу от райцентра города Суздаль.

## История

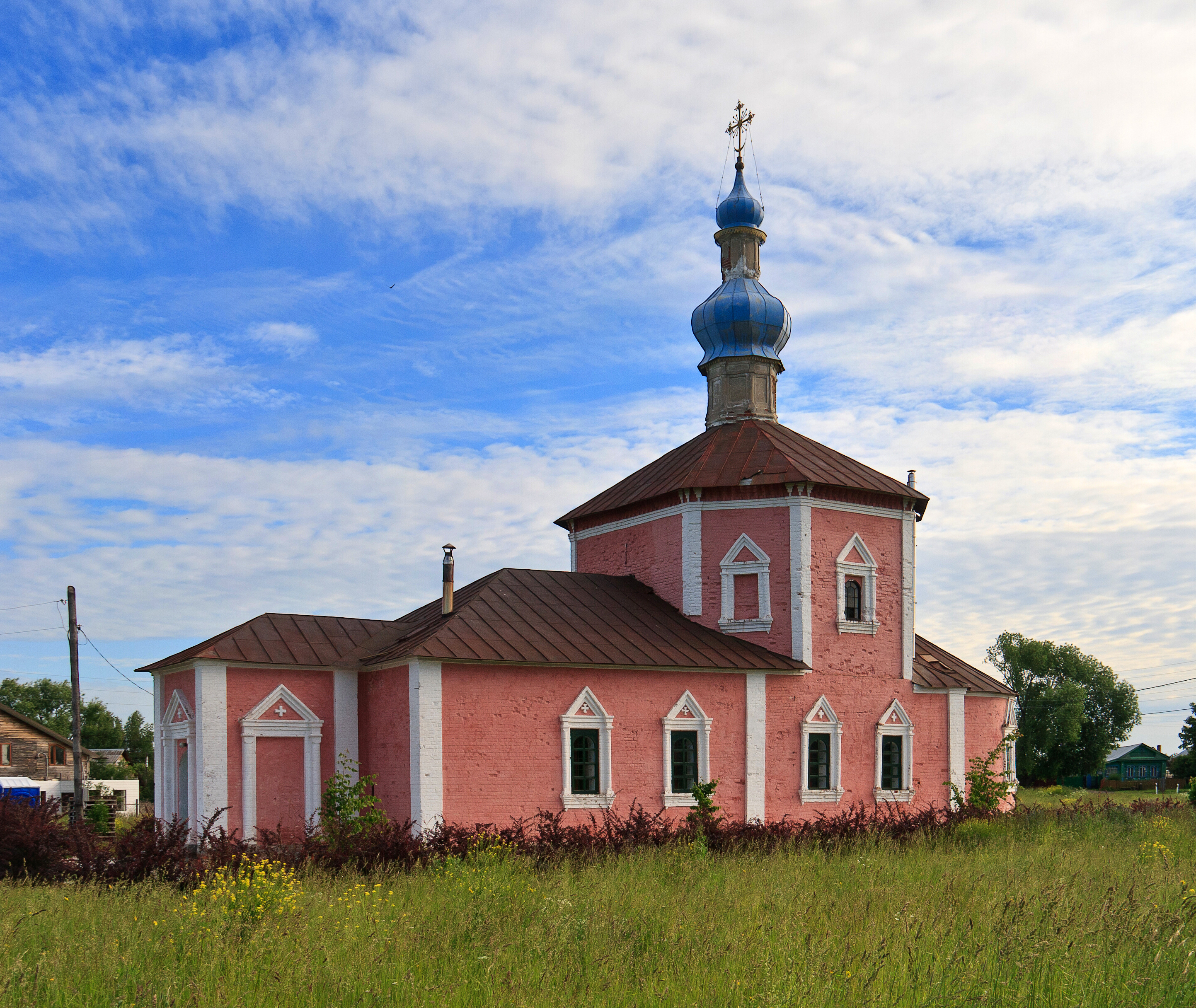
Церковь Михаила Архангела. 2018 год

О начале церкви и села существует следующее сказание: «соборные священнослужители, питая вражду на епископа Иоанна за то, что он часто подвергал их наказанию за их предосудительные поступки, уговорили перводиакона Елеферия, дабы он повсюду разгласил, что будто бы архиерей ведет жизнь, несообразную с его саном; Елеферий согласился. Худая молва об Иоанне тотчас разнеслась по городу. Суздальские граждане возмутились против своего архипастыря: пришли в архиерейский дом и выгнали Иоанна из города с бесчестием и поруганием. Святитель молчал и все переносил великодушно, вышел из города, преследуемый соборными священнослужителями и народною толпою. Отошедши от города с версту, святитель, обратившись к востоку, преклонил колена и сказал: «Господи, Боже мой! Я сделался позор миру, ангелом и человеком. Но ты знаешь мою невинность… Прости им, Господи (указав перстом на соборных священнослужителей), и не постави сего во грехе». Лишь кончил молитву свою Иоанн, тотчас открылся суд Божий над его врагами: они ослепли. Видя таковую казнь Божию, граждане Суздаля пали на землю и со слезами просили у святителя прощения и благословения. Святитель простил их и благословил. Потом помолился и за своих врагов, и тех Господь простил: они тогда же прозрели и дали обет исправить свою жизнь». Так как это событие случилось 6 сентября, в день воспоминания чуда, бывшего в Хонех от Архистратига Михаила, то граждане, по соизволению святителя, устроили деревянный храм в память чуда Архистратига Михаила, на том месте, где совершилось новое чудо: ослепление и прозрение врагов Иоанновых, назвав и самое село, впоследствии образовавшееся, именем святителя Иоанна, Иванским, и предоставив оное в вотчину Архиерейского дома. Вотчиной Архиерейского дома Иванское оставалось до 1764 года. Сильвестр, митрополит Суздальский (1755-60 годы), устроил в селе Иванском, на месте деревянной, каменную церковь с приделом по правую сторону – во имя святых Иоанна и Федора, Суздальских чудотворцев. Колокольня при ней каменная, на ней висит старинный колокол. В 1896 году приход состоял из одного села, в котором 76 дворов, 189 душ мужского пола и 223 женского.
В конце XIX — начале XX века село входило в состав Городищевской волости Суздальского уезда.
С 1929 года село входило в состав Селецкого сельсовета Суздальского района.

## Население
| 1859 | 1926 |
| ---- | ---- |
| 269  | 390  |

| 1859 | 1905 | 1926 | 2002 | 2010 | 2021 |
| ---- | ---- | ---- | ---- | ---- | ---- |
| 269  | ↗420 | ↘390 | ↗406 | ↗442 | ↘412 |

## Достопримечательности
В селе находится действующая Церковь Михаила Архангела (1760). 12 ноября 2010 года передана Владимирской епархии Русской православной церкви в бессрочное безвозмездное пользование.